# People of the Sun
Singles de Rage Against the Machine
Bulls on Parade Down Rodeo
People of the Sun est le deuxième single du deuxième album du groupe de metal Rage Against the Machine Evil Empire sorti en 1996.
Cette chanson parle du peuple mexicain et de son histoire qui aurait commencé à partir de 1516, elle invite aussi le peuple aztèque mexicain à prendre le pouvoir.
Depuis sa sortie, cette chanson est pratiquement jouée dans tous les concerts du groupe. Depuis la reformation du groupe en 2007 cette chanson est jouée systématiquement dans leurs concerts juste après Bulls on Parade et est jouée au début de leur set-list.